# Blisk

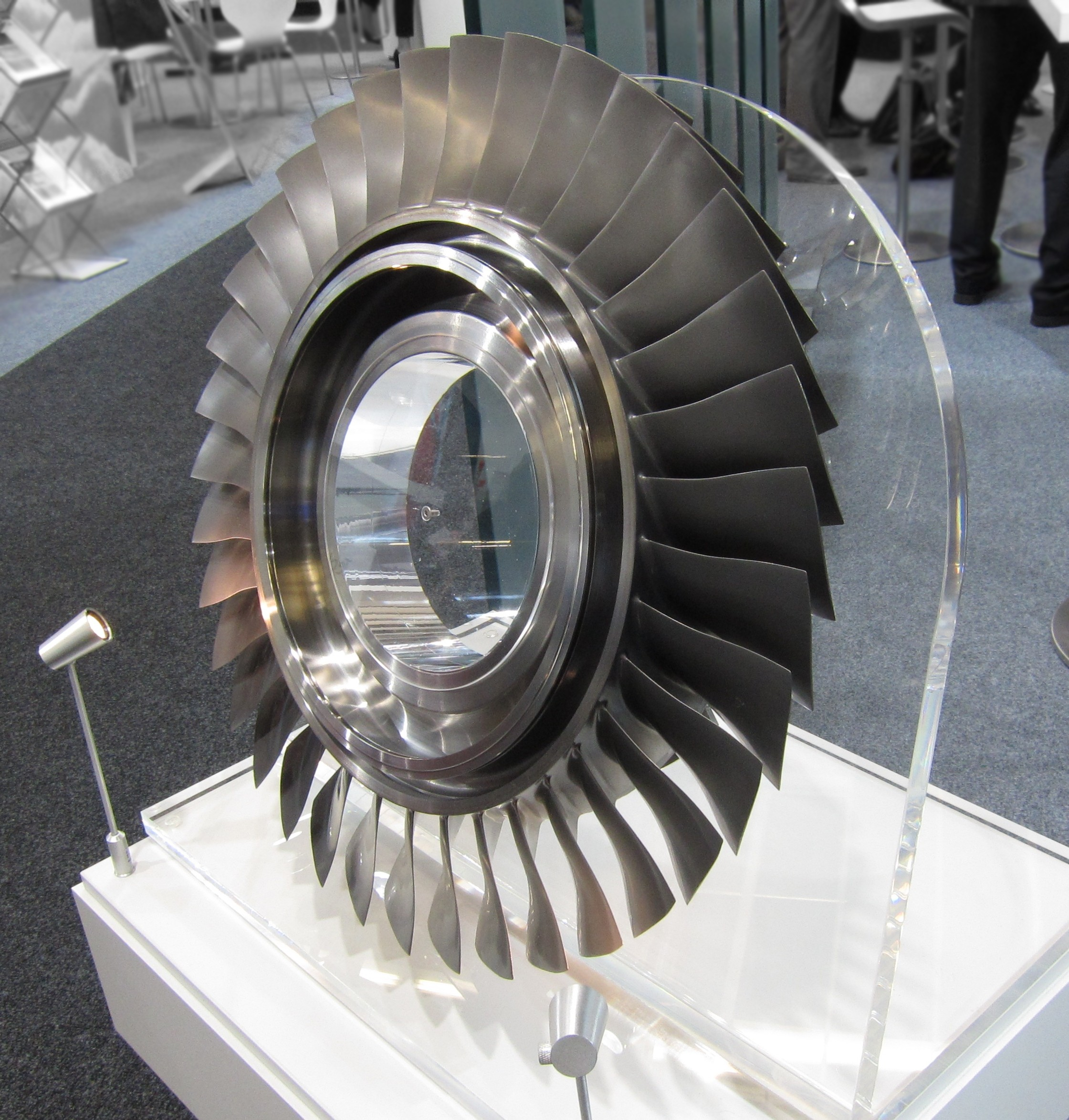
Einzelne Verdichter-Blisk als Ausstellungsstück

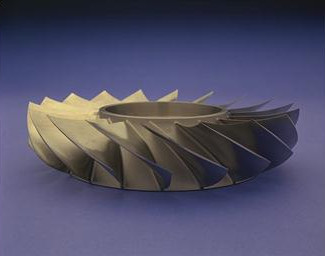
Eine Blisk als Computermodell

Das Wort Blisk ist ein englischsprachiges Kofferwort für „Bladed Disk“, auch „integrally bladed rotor“ (IBR) genannt, das sich aus den Wörtern Blade (z. dt. Schaufel oder auch Klinge), und Disk (z. dt. Scheibe) zusammensetzt. Es bezeichnet den Rotor einer Verdichterstufe, bei dem Rotorscheibe und Schaufeln aus einem Stück bestehen, statt einer Rotorscheibe, die mit einzelnen abnehmbaren Schaufeln bestückt ist. Der Verdichter einer Turbine besteht aus mehreren Verdichterstufen und ist ein wichtiger Bestandteil, der dafür sorgt, dass eine ausreichende Menge komprimierter Luft in die Turbine gelangt. Die Blisk wird in Turbinen-Strahltriebwerken und industriellen Gasturbinen eingesetzt. Sie können additiv gefertigt, integral gegossen, aus einem massiven Stück Material bearbeitet oder durch das Schweißen einzelner Schaufeln an eine Rotorscheibe hergestellt werden.
Moderner Fertigungsverfahren ermöglichen es, dass der Abstandhalter zwischen zwei Verdichterstufen ebenfalls Teil des Blisks ist oder sogar, dass Blisks gefertigt werden, bei denen zwei Verdichterstufen mit zugehörigen Abstandhaltern aus einem Stück bestehen.

## Vor- und Nachteile einer Blisk

### Vorteile
- Blisks haben eine bessere Aerodynamik als herkömmliche Rotoren mit einzelnen Schaufeln. Eine Effizienzsteigerung bis 8 % ist möglich.[1]
- Blisks sind leichter als mehrteilige Rotoren einer Verdichterstufe. Durch diese Gewichtsersparnis sind sie vor allem im Bereich der Luftfahrt von großem Interesse.
- Durch den Wegfall der Verbindung von Schaufel und Rotorscheibe, häufig mit einer Schwalbenschwanzverbindung, kommt es zu weniger Verschleiß.

### Nachteile
- Im Gegensatz zum Ersetzen einzelner Schaufeln ist eine Blisk als Ersatzteil sehr aufwändig und teuer.
- Jede Beschädigung von Blisks, die über kleinere Dellen hinausgeht, erfordert den vollständigen Ausbau des Triebwerks, damit der Rotor ausgetauscht werden kann.
- Wartungs- und Reparaturarbeiten an Blisks müssen oft in einer spezialisierten Einrichtung vorgenommen werden.
- Blisks müssen strengen Vibrationstests sowie einem dynamischen Auswuchten nach extrem hohen Standards unterzogen werden, da die natürliche Dämpfung der Schwalbenschwanzverbindung eines mehrteiligen Rotors nicht mehr vorhanden ist.

## Herstellung

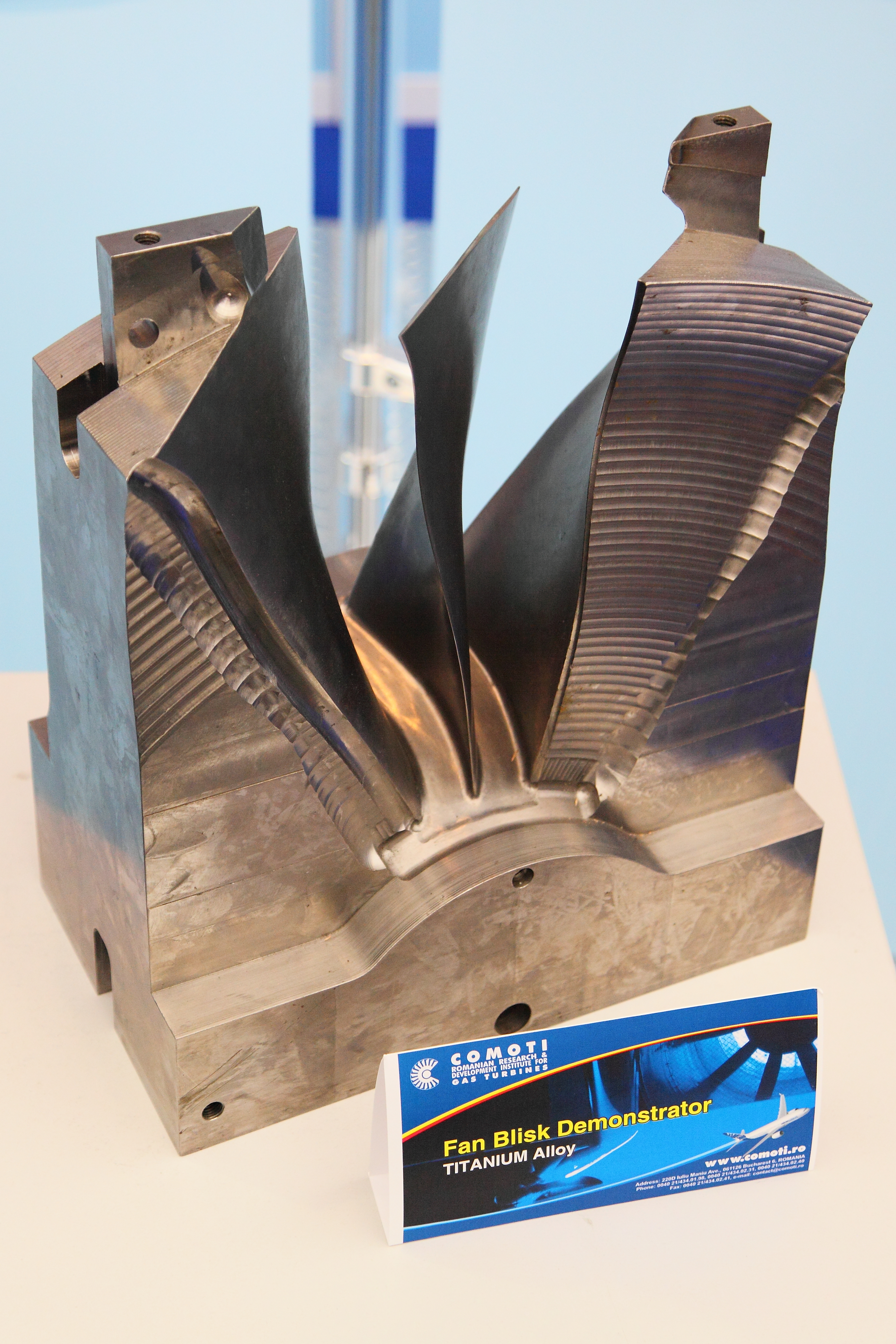
Ausstellungsstück auf der ILA 2012 in Berlin, das eine Schaufel einer gefrästen Blisk zeigt

Erst durch computergesteuerte Zerspanungsmaschinen können Blisks produziert werden.
Die folgenden Herstellungsverfahren können für Blisks genutzt werden:
- CNC-Fräsen
- Feingießen
- Elektrochemisches Abtragen
- 3D-Druck
- Reibschweißen

Die Scheiben der Verdichterseite bestehen in der Regel aus Titan, während die Triebwerkscheiben auf der Turbinenseite meist aus einer oberflächengehärteten Nickelbasislegierung gefertigt werden. In neueren Flugzeugtriebwerken kommen auch Blisks aus Verbundwerkstoffen zum Einsatz.

### Prüfung und Vermessung
Die Messung und Prüfung von Blisks ist entscheidend für die Gewährleistung der Antriebsleistung am Ende des Fertigungsprozesses. Traditionell wurde dies mit taktilen Geräten wie Koordinatenmessgeräten erreicht, aber da die Geometrien und Anforderungen steigen, geht der Trend in modernen Fabriken zum 3D-Scannen. Diese Scanner erzeugen eine 3D-Punktewolke des Bauteils, die bauteilspezifisch katalogisiert werden kann, was oft als digitaler Zwilling bezeichnet wird. Dies ermöglicht die Überwachung des Produkts während seines gesamten Lebenszyklus.

## Instandsetzung
Nachdem die Blisks in einem Antrieb in Betrieb waren, werden merkliche Schäden und Verschleißerscheinungen festgestellt. Sofern die Schäden und der Verschleiß innerhalb der von der Genehmigungsbehörde festgelegten Grenzwerte liegen, können die Blisks möglicherweise repariert werden. Dazu werden abgenutzte Blisks zunehmend mit metallauftragenden Verfahren wie dem Laserauftragschweißen repariert. Ein weiteres Verfahren zur Reparatur von Blisks ist das Reibschweißen. Hier wird eine beschädigte oder verschlissene Schaufel von der Blisk getrennt und mittels Reibschweißen durch eine neue Schaufel ersetzt.

## Geschichte
Blisk werden seit Mitte der 1980er-Jahre hergestellt. Erst durch computergesteuerte Zerspanungsmaschinen konnten Blisks produziert werden. Sie wurden zuerst 1985 von General Electric für die Verdichter des T700-Helikopter-Antriebs eingesetzt. Seitdem hat seine Verwendung in wichtigen Anwendungen sowohl für Verdichter- als auch für Turbinenschaufelrotoren weiter zugenommen.
Zum ersten Mal vorgestellt wurde die Idee der Blisk in einem Flugzeug bei der Konzeption des Eurofighter-Jet-Triebwerks EJ200 im Jahr 1995.
Die F-35B-Variante der Lockheed Martin F-35 nutzt Blisks, um die Senkrechtstart- und -lande-Fähigkeit zu ermöglichen. Der Triebwerkshersteller CFM International nutzt Blisk-Technologie in dem Verdichter seines Leap-X-Antriebsprogramm, das 2015 die gemeinsame Musterzulassung von EASA und FAA erhalten hat. Die PowerJet SaM146 Antriebe auf der Suchoi Superjet 100s sind ebenso mit Blisks ausgestattet.
General Electrics Passport-(formerly "TechX")-Antrieb nutzt für seinen Fan einen 52 Zoll bzw. 130 cm großen Blisk. Ebenso sind fünf der zehn Hochdruck-Turbinenstufen als Blisk gestaltet.

## Abgrenzung
Der Begriff wird hauptsächlich in der Luft- und Raumfahrttechnik verwendet. Die Rotorscheibe, die Teil des Kofferworts ist, ist bei Turbinen aufgrund des Funktionsprinzips notwendig. In anderen Bereichen gibt es ebenfalls Strömungsmaschinen, bei denen der Rotor und die Schaufeln aus einem Stück gefertigt sind (z. B. Ventilatoren). Diese werden nicht als Blisk bezeichnet.